# St. Peter ob Gratsch

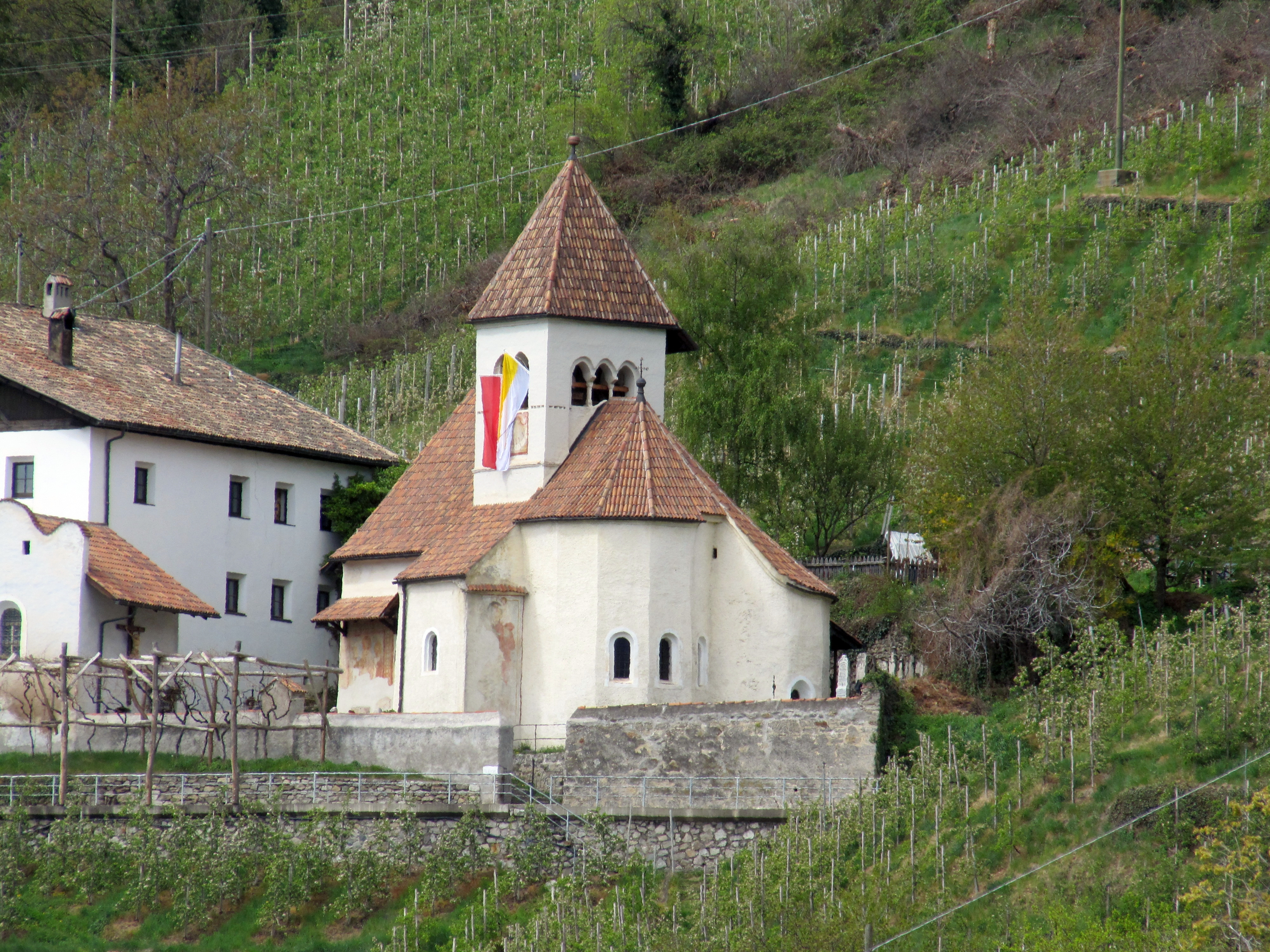
St. Peter ob Gratsch von Südosten

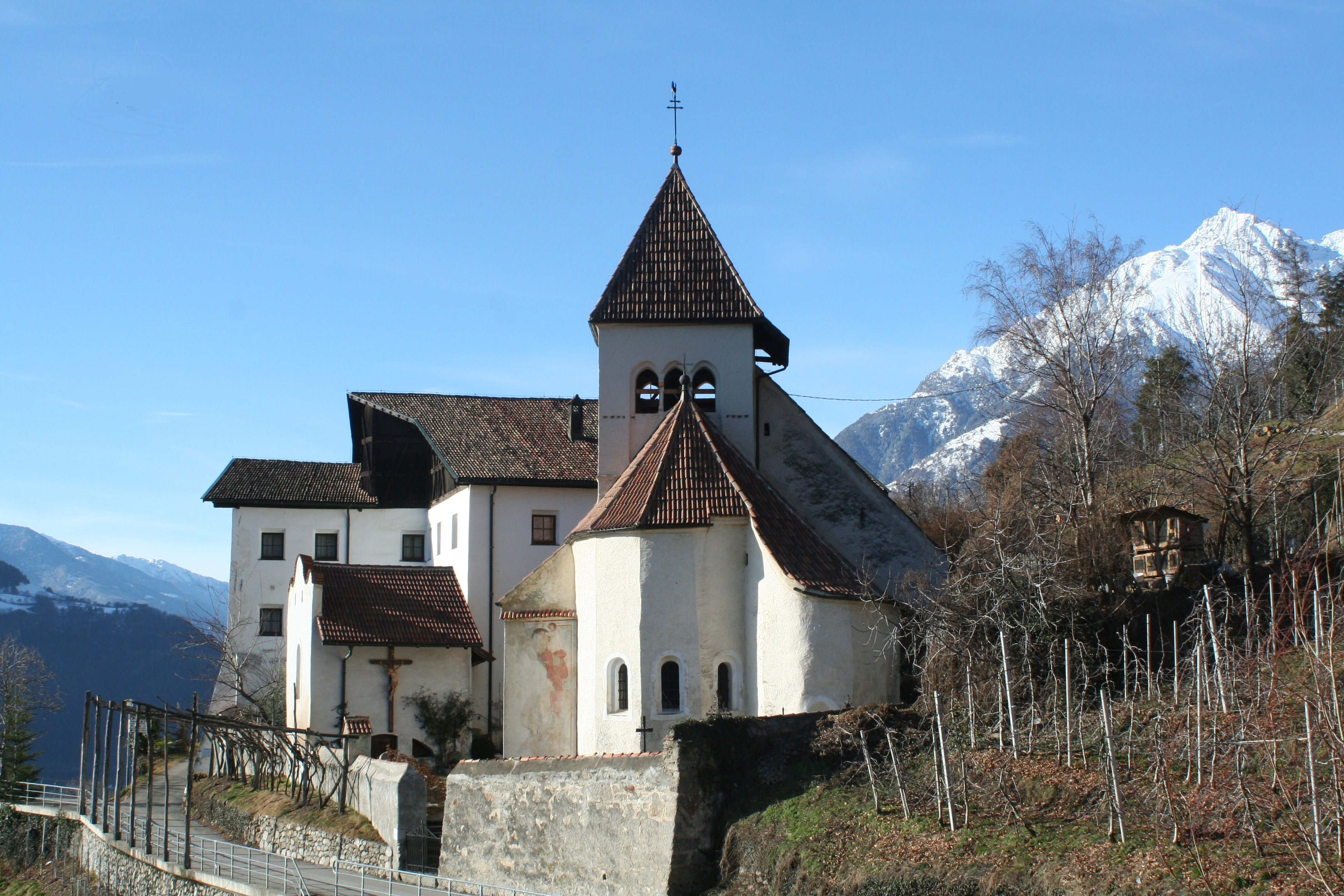
St. Peter ob Gratsch von Osten

St. Peter ob Gratsch (auch St. Peter bei Tirol) ist eine Kirche aus der Karolingerzeit in der Südtiroler Gemeinde Dorf Tirol.

## Geschichte
Bei Grabungen wurden zwei Vorgängerbauten gefunden, der ältere stammt noch aus dem fünften Jahrhundert. Die heutige Kirche wurde im achten oder frühen neunten Jahrhundert errichtet. Der Grundriss entspricht dem eines lateinischen Kreuzes. Von der Zeit der Erbauung zeugen noch einige erhaltene Reste vorromanischer Stuckplastik. Das nördliche Seitenschiff war zunächst als Grabkapelle angelegt und vom Rest der Kirche separiert. Erst in späterer Zeit wurde die Trennmauer durchbrochen.
Zur Zeit der ersten Erwähnung 1178 war St. Peter eine Eigenkirche der Edelfreien von Burgus-Wangen; sie war Seelsorgekirche von Gratsch und Pfelders sowie von einzelnen Höfen in Algund, Riffian und Tirol. 1287 erwarb Meinhard II. das Kirchenpatronat und übertrug es dem Zisterzienserkloster Stams. 1459 ist die Kirche als „sannt Peters pfarr bei Tirol“, somit als eigene Pfarre, bezeugt. Erst 1787 wurde diese Pfarreinteilung geändert.

## Ausstattung

### Fresken
Das Innere ist durch gotische Apsisfresken aus der Zeit um 1380 geprägt. In der Kalotte ist Christus in der Mandorla zu sehen. Die Darstellung ist von den Evangelistensymbolen umgeben. Darunter schließt sich ein Zyklus von unter Baldachinen stehenden Aposteln an. In den Fensterlaibungen finden sich weibliche Heilige.
Neben den gotischen sind auch Fragmente von Malereien aus den Epochen der Romanik, der Renaissance und des Barock zu sehen.
Bedeutend ist zudem das Brustbild des Apostelfürsten Paulus, welches sich im südlichen Querschiff befindet. Die Datierung dieser Freske schwankt zwischen der ottonischen Zeit und dem 13. Jahrhundert.

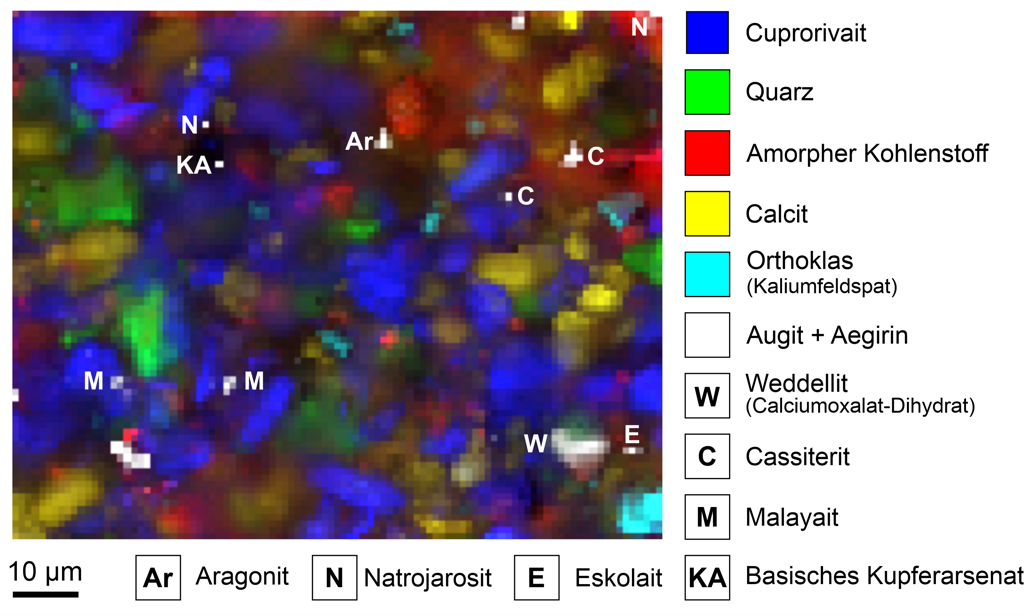
Mittels Raman-Mikroskopie erstellte Phasenverteilungskarte einer Farbschicht aus St. Peter mit Haupt-, Neben- und Spurenbestandteilen von Ägyptisch Blau

2021 gelang der Nachweis von frühmittelalterlichem Ägyptisch Blau (5./6. Jahrhundert) an einem Wandmalereifragment aus St. Peter.

### Weitere Ausstattung
Der heutige Volksaltar stammt mit seinen vier Säulchen aus dem frühen Mittelalter und war lange Zeit unter einem barocken Hochaltar verborgen. Davor befindet sich unter einer Marmorplatte eine Art Confessio en miniature, in der noch die ursprünglichen Altarreliquien aufbewahrt werden.
Den Eingang zum Chor flankieren barocke Figuren von Petrus und Paulus.
Aus der Spätantike stammt ein Grab im nördlichen Seitenschiff. Es ist unter einer Falltür verborgen.
Ebenfalls im Seitenschiff steht ein barocker Marienaltar.

### Wandgemälde außen

#### Südseite
(von links nach rechts:)
- Christus zwischen Petrus und Paulus (Christus legem dat), um 1100
- Heilige Katharina, um 1380
- Erzengel Michael, Mitte 13. Jahrhundert
- Heilige Barbara, um 1400[4]

#### Ostseite
- Bildnis des hl. Christophorus aus dem 14. Jahrhundert, das im 15. Jahrhundert übermalt wurde

## Galerie

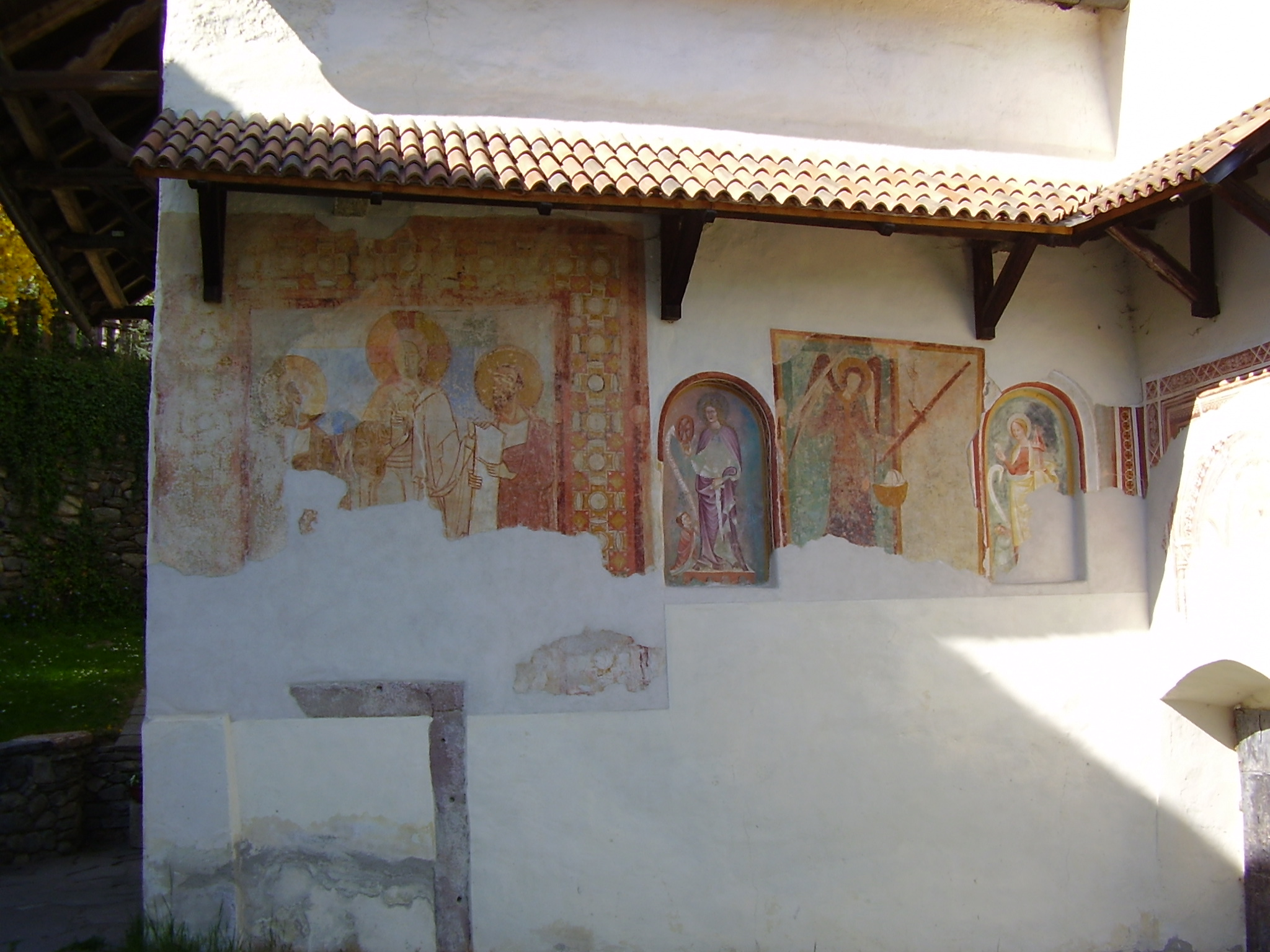
Fresken an der Südseite
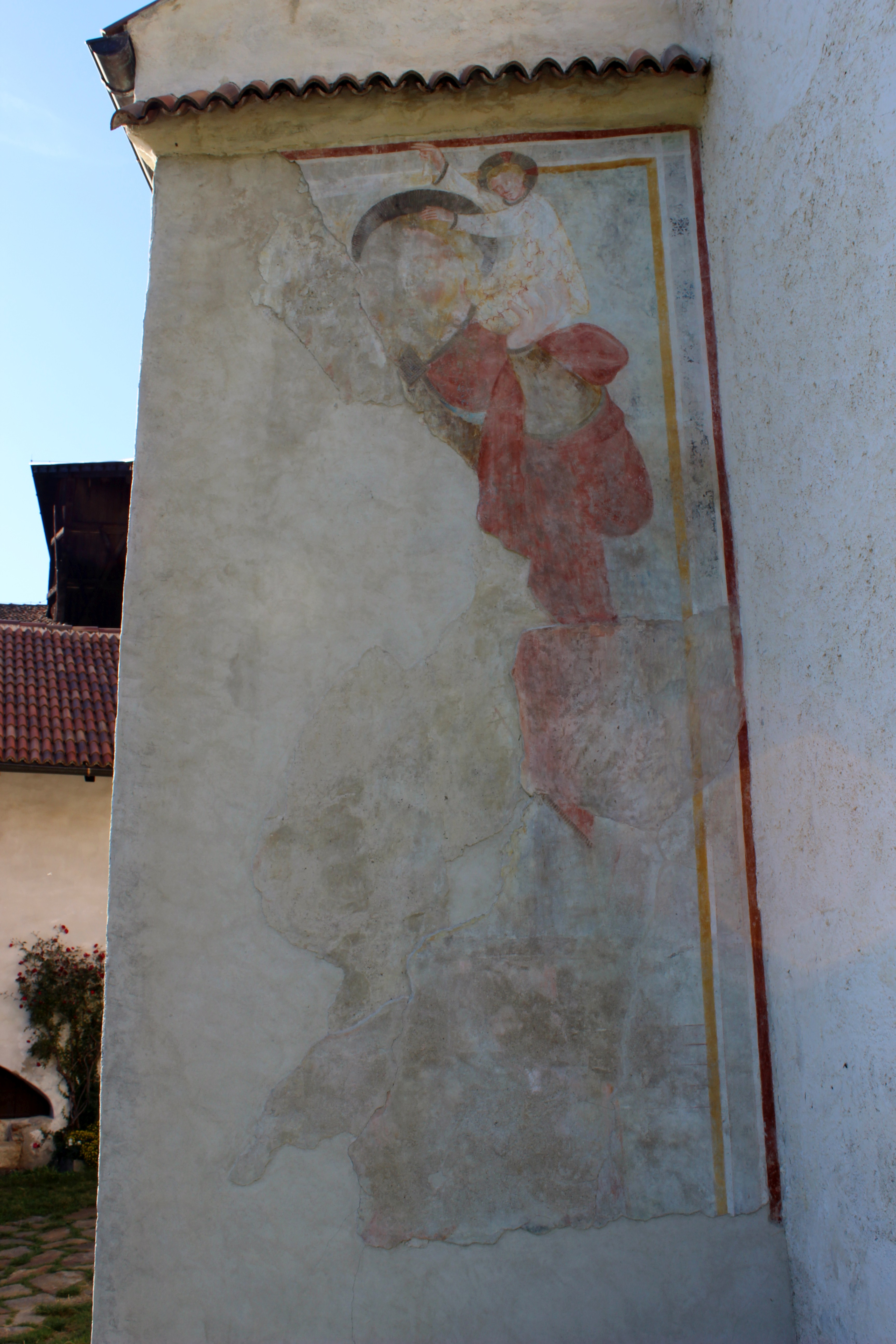
Zwei ostseitige Bilder des hl. Christophorus übereinander
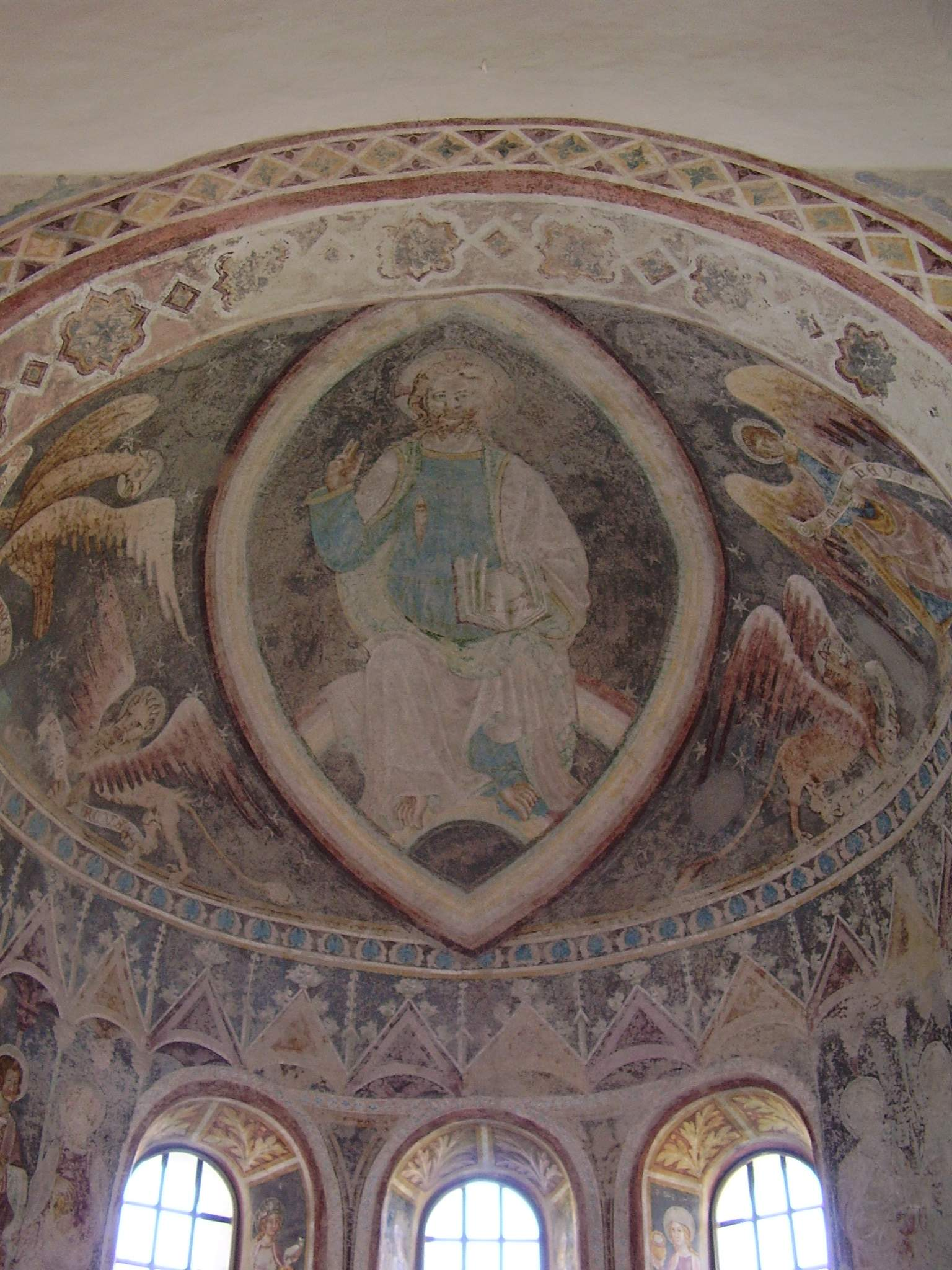
Christus in Mandorla in der Apsis
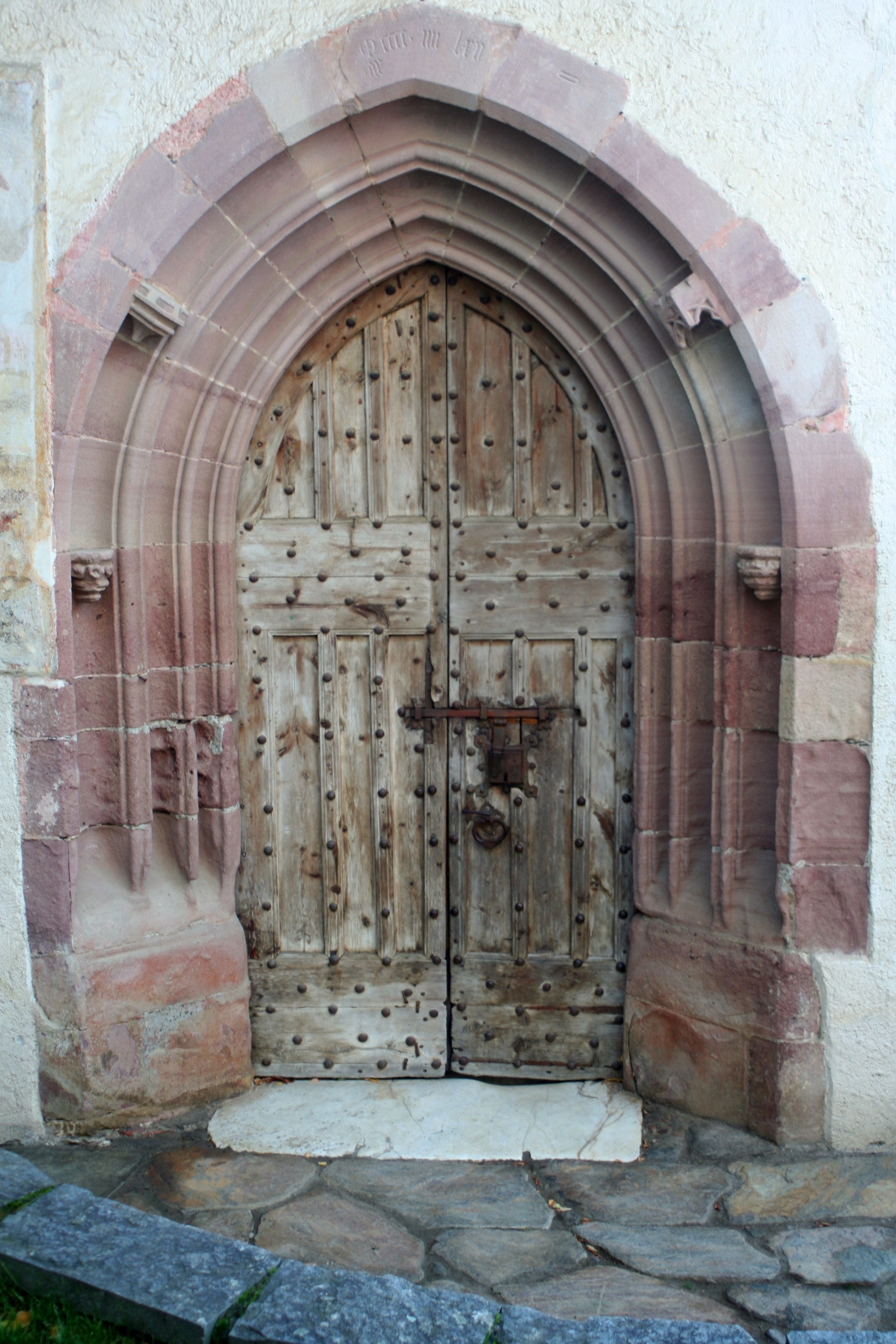
Das Kirchenportal